# Jerry Garcia
Jerry Garcia, all'anagrafe Jerome John Garcia (Oakland, 1º agosto 1942 – Lagunitas-Forest Knolls, 9 agosto 1995), è stato un chitarrista, cantante e compositore statunitense, famoso principalmente per la sua carriera con il gruppo rock psichedelico Grateful Dead.
Dopo aver suonato per poco il pianoforte, tentando di seguire le orme della madre ma senza successo, divenne un eccezionale suonatore di chitarra e banjo. Ha partecipato a diversi altri progetti esterni ai Grateful Dead, in particolare la lunga collaborazione con il mandolinista David Grisman, amico di vecchia data di Garcia, di cui ci resta molto materiale inedito e postumo. Inoltre sono da citare le esperienze blues con Merl Saunders e Howard Wales. Nel corso della sua carriera ha preso parte a 2318 concerti ufficiali (DeadBase's calculations), oltre a moltissimi altri. Basti pensare che all'inizio della carriera i Grateful Dead suonavano due concerti al giorno, anche in città diverse.

## Biografia

### Primi anni
Figlio di un'infermiera Ruth Marie "Bobbie" Clifford e di José o Joe Garcia, musicista jazz e nipote di Manuel "Papuella" García, un elettricista di origine spagnola originario di La Coruña in Spagna, Garcia nasce nell'agosto del 1942 a Oakland, California, al Children's Hospital e gli viene attribuito il nome Jerome John dal musicista jazz Jerome Kern, compositore favorito del padre.
A soli 4 anni Garcia perde il dito medio della mano destra, amputato dal fratello Clifford per errore con l'accetta mentre tagliava della legna.
Un anno dopo perde il padre che muore affogato mentre stava pescando.
Dopo aver suonato per un po' di tempo il pianoforte, all'età di 15 anni riceve per regalo dalla mamma una fisarmonica, che immediatamente scambia con una chitarra elettrica (una piccola Danelectro), appassionandosi subito allo strumento e iniziando a suonare come autodidatta.
Dopo aver abbandonato la scuola nel 1960 e aver prestato servizio nell'esercito, Garcia diviene amico del poeta Robert Hunter; insieme decidono di mettere su un duo, senza però concludere nulla.
Garcia si appassiona al banjo e inizia a suonare bluegrass in molti gruppi locali.
Conosce i Mother McCree's Uptown Jug Champions (dove militano Bob Weir e Ron McKernan) e ne diviene in breve il chitarrista; sotto la spinta di Ron "Pigpen" McKernan la band si sposta da sonorità bluegrass a sonorità sempre più elettriche, fino a cambiare il proprio nome in Warlocks e prendendo parte agli Acid test di Ken Kesey, che si riveleranno un'esperienza fondamentale per il gruppo e per Garcia.

### Grateful Dead
Già durante gli anni sessanta i Grateful Dead si fanno notare nella scena psichedelica per le loro performance live, basate principalmente sul lavoro chitarristico di Garcia che con uno straordinario senso dell'improvvisazione rende ogni spettacolo un happening unico.
Con gli inizi degli anni settanta il gruppo cambia stile, iniziando a suonare un folk rock disimpegnato: Garcia inizia a suonare anche altri tipi di chitarra, come chitarra folk e steel guitar.
Ora come non mai la collaborazione con Robert Hunter, iniziata nel 1968, durante la stagione psichedelica con Anthem of the Sun incomincia a dare i suoi frutti migliori, con album memorabili come Workingman's Dead e American Beauty.
La carriera con il gruppo procede negli anni settanta e ottanta con dischi sempre meno frequenti, preferendo invece l'aspetto concertistico.

### Altre attività

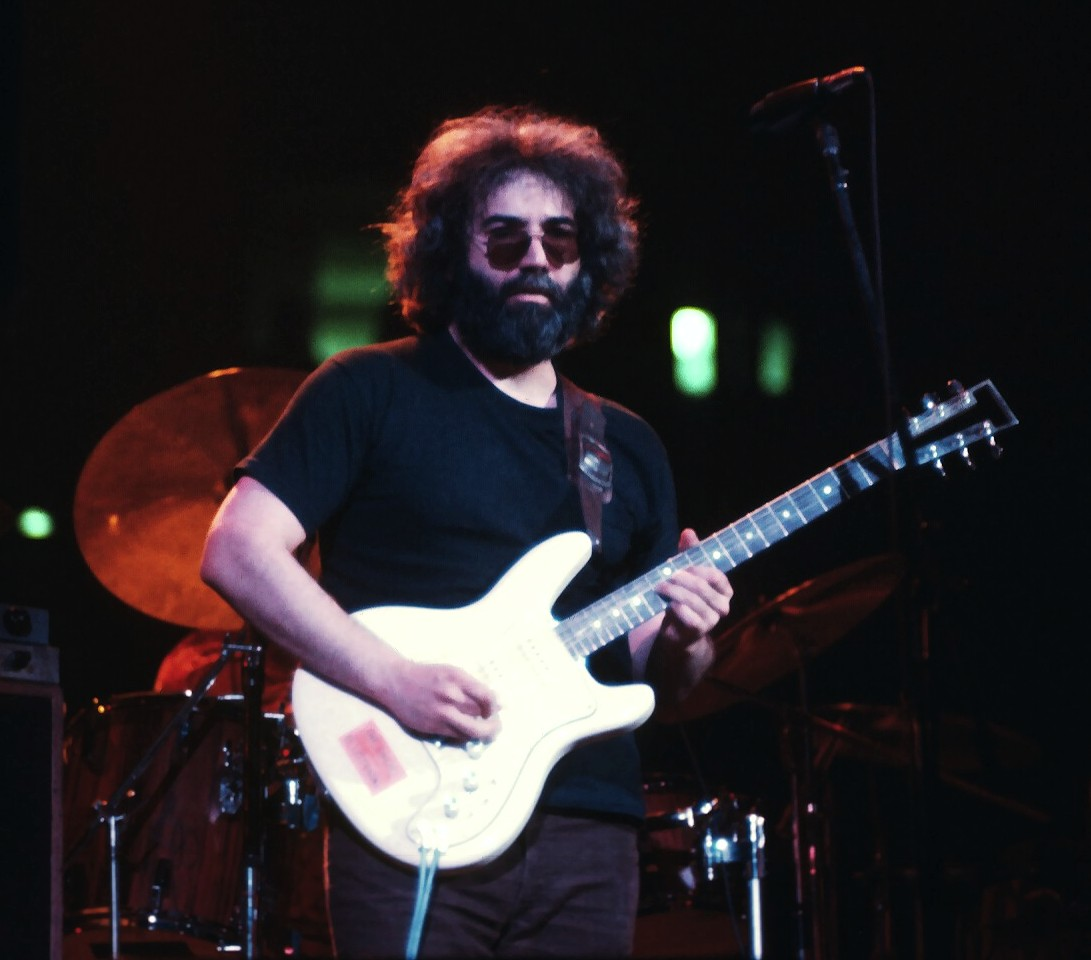
Jerry Garcia negli anni 1970

Oltre che con i Grateful Dead e nei propri lavori da solista (iniziati nel 1971 con l'album Garcia), Garcia ha suonato in altri gruppi, capeggiati da lui stesso, nati per soddisfare gli altri suoi interessi musicali, quali il blues o il bluegrass: ricordiamo soprattutto gli Old and in the Way, con il mandolinista Dave Grisman, i Legion of Mary e la Jerry Garcia Acoustic Band.
Il più importante tra i vari progetti sviluppati durante la sua carriera al di fuori dei Grateful Dead sembra essere la Jerry Garcia Band. Molto numerosi e importanti sono poi i dischi prodotti insieme all'amico Dave Grisman, con cui collaborava sin dai tempi dei Grateful Dead.
Numerosissime sono poi le collaborazioni con altri musicisti: compare per esempio nel disco Surrealistic Pillow dei Jefferson Airplane come aiuto spirituale (e suonando anche in un paio di brani); suona nella colonna sonora del film Zabriskie Point con un'improvvisazione per la cosiddetta "love scene"; suona la steel guitar negli album degli amici New Riders of the Purple Sage.

### Morte
Jerry Garcia muore il 9 agosto 1995 nel centro di riabilitazione dalle droghe Serenity Knolls a Lagunitas-Forest Knolls in California, per un attacco di cuore durante la notte, aggravato da apnea notturna. Garcia era ben noto per il consumo di droghe fin dagli anni sessanta: a quel periodo seguirono molti tentativi di smettere e altrettante ricadute.

## Riconoscimenti
Il giornale Rolling Stone, nella sua classifica dei migliori chitarristi di sempre, lo posiziona al 13º posto.
Ogni anno in California un piccolo gruppo di fan festeggia dal 2002 il Jerry Garcia Day.
I rimanenti membri dei Grateful Dead, per le rare volte in cui ancora si esibiscono come tali, hanno modificato il nome della band nel solo The Dead, per sottolineare che non può più essere lo stesso gruppo.

## Discografia

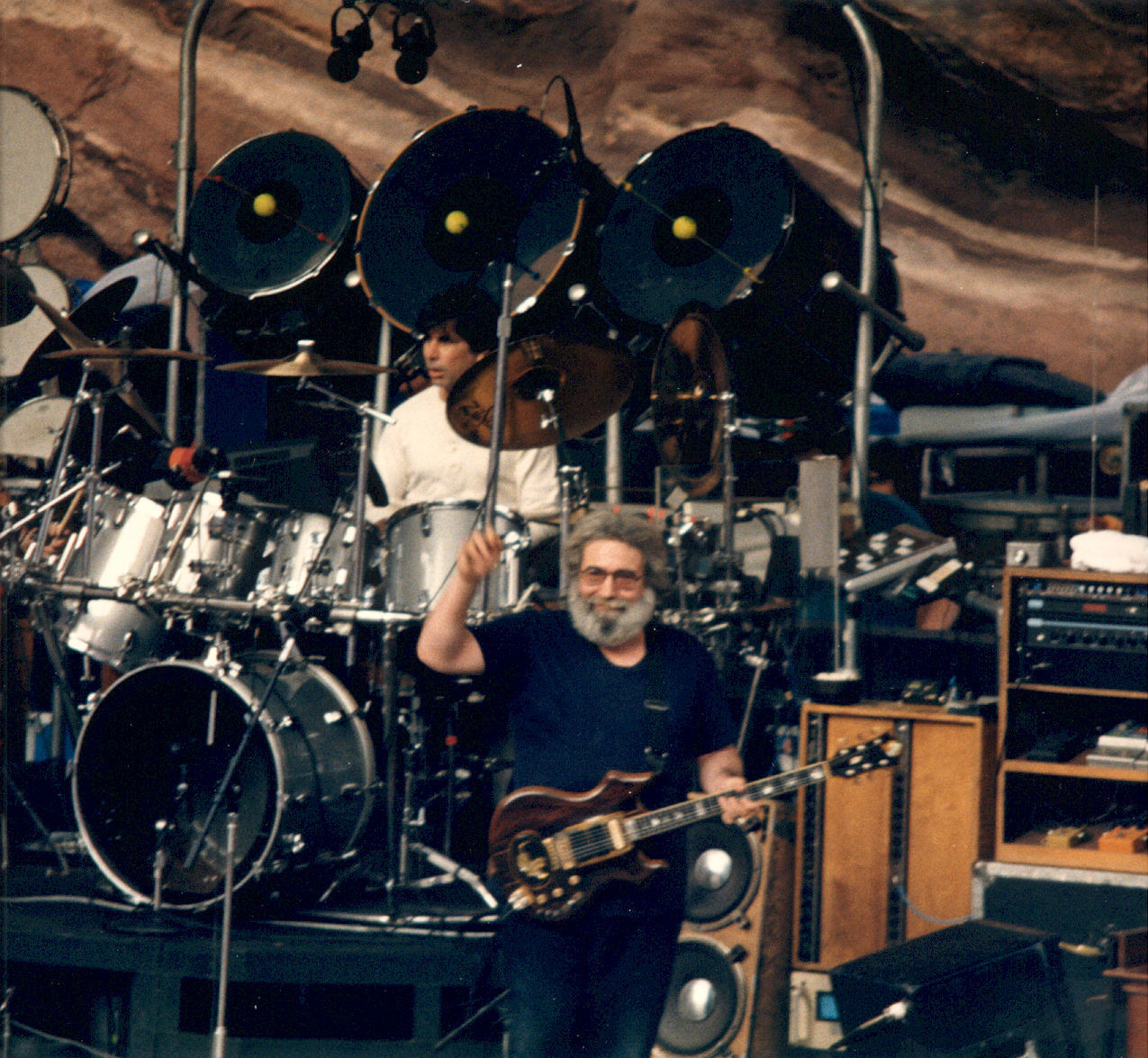
Jerry Garcia in concerto nel 1987

### Old and in the Way
- Old and in the Way
- That High Lonesome Sound - 1973
- Breakdown - 1973

### Garcia & Grisman
- Garcia Grisman
- Not for Kids Only
- Shady Grove
- So What
- The Pizza Tapes
- Been All Around this World

### Jerry Garcia Band
- Garcia - 1972
- Compliments - 1974
- Reflections - 1976
- Cats Under the Stars - 1978
- Run for the Roses - 1982
- Almost Acoustic - 1988
- After Midnight: Kean College, 2/28/80 - 2004
- The Jerry Garcia Collection, Vol 1: Legion of Mary - 2005 **Garcia Plays Dylan - 2005

#### Pure Jerry Series - 2004-2005
- Theatre 1839, July 29 & 30, 1977
- Lunt-Fontanne, NYC, October 31, 1987—Questo album è, secondo Guitar One magazine, una delle 10 migliori jam dal vivo ("live jam releases of this century") .
- Lunt-Fontanne, NYC, "Best of the Rest"
- Keystone Berkeley, September 1, 1974
- Merriweather Post Pavilion, September 1 & 2, 1989
- Warner Theatre, March 18, 1978

### Partecipazioni
- 1967 - Surrealistic Pillow, Jefferson Airplane
- 1969 - Volunteers, Jefferson Airplane
- 1970 - Blows Against the Empire, Paul Kantner & Jefferson Starship
- 1970 - Déjà vu (Crosby, Stills, Nash & Young), Crosby, Stills, Nash & Young
- 1971 - Sunfighter, Paul Kantner & Grace Slick
- 1971 - If I Could Only Remember My Name, David Crosby
- 1973 - Baron von Tollbooth & the Chrome Nun, Paul Kantner, Grace Slick & David Freiberg